# イウリ・メデイロス
イウリ・メデイロス（Iuri Medeiros）ことイウリ・ジョゼ・ピカンソ・メデイロス（ポルトガル語: Iuri José Picanço Medeiros、1994年7月10日 - ）は、ポルトガルのサッカー選手。ポジションはFW。

## クラブ歴
アゾレス諸島の生まれ。2005年、11歳の時にスポルティング・クルーベ・デ・ポルトゥガルの下部組織に加入。2012年8月11日にBチームで選手初出場。
2015年1月にFCアロウカに期限付き移籍、プリメイラ・リーガ初出場を果たした。その後、モレイレンセFC、ボアヴィスタFCに期限付き移籍。
2017-18シーズンにスポルティングCPのトップチームに復帰、8月15日のUEFAチャンピオンズリーグ 2017-18 予選でトップチーム初出場。しかしジョルジェ・ジェズス監督には余剰戦力と見做された。
そのため2018年1月25日に1000万ユーロの買取オプションつきでセリエAのジェノアCFCに1年半の期限付き移籍。2月5日に移籍後初出場。4月3日に移籍後初得点。その後2019年2月3日にエクストラクラサのレギア・ワルシャワに期限付き移籍。
同年7月19日に期限付き移籍が打ち切られ、2.ブンデスリーガの1.FCニュルンベルクに完全移籍。
しかし翌2020年7月28日にSCブラガに買取オプションつきで1年の期限付き移籍。タッサ・デ・ポルトガルではタイトルを獲得した。2021年1月29日のタッサ・ダ・リーガで左膝に大怪我を負い、全治半年となった。それでも6得点5アシストの記録を残していたため、80万ユーロで完全移籍し5年契約を締結、違約金は3000万ユーロに設定された。
2023年6月23日、アル・ナスルSCに移籍した。

## 代表歴
年代別では各年代での出場歴がある。第42回トゥーロン国際大会に出場した後、UEFA U-21欧州選手権2015では準優勝、その後UEFA U-21欧州選手権2017にも出場した。
2016年3月28日にはU-23代表でも出場したが、リオデジャネイロオリンピック出場はならなかった。